# Pardosa schreineri
Pardosa schreineri là một loài nhện trong họ Lycosidae.
Loài này thuộc chi Pardosa. Pardosa schreineri được William Frederick Purcell miêu tả năm 1903.